# 米佐喬克
50°22′47″N 26°9′1″E / 50.37972°N 26.15028°E
米佐喬克（烏克蘭語：Мізочок），是烏克蘭西北部的村莊，隸屬里夫內州的里夫內區。該村面積6.25平方公里，海拔高度270米，2019年人口234，人口密度每平方公里40.6人。